# Nailbomb
A Nailbomb rövid életű indusztriális/thrash metal együttes volt. Tagok: Max Cavalera és Alex Newport. Rajtuk kívül a Dead Kennedys-ből és a Fear Factory-ből szerepeltek még tagok a zenekarban.
Az együttest Cavalera hozta létre, a  Sepultura mellékprojektjeként. (Később szintén ő alapította a Soulfly és Cavalera Conspiracy zenekart is.) A Nailbomb 1994-ben alakult Phoenix-ben. Egyéves pályafutásuk alatt egy nagylemezt jelentett meg. A projekt rövid fennállásának oka az volt, hogy Cavalera nem foglalkozott vele sokat, inkább a Sepulturára koncentrált. 1995-ben a Nailbomb feloszlott.

## Diszkográfia
- Point Blank (1994)
- Proud to Commit Commercial Suicide (1995) koncertalbum
- Live at Dynamo (2005) koncert DVD